# Charlotte Dipanda
Charlotte Dipanda (Yaoundé, Kameroen, 1985) is een Afropopzangeres uit Kameroen, die veelal akoestische muziek maakt. Ze zingt in het Frans, haar moedertaal Bakaka en in het Douala.
Dipana maakt haar eerste studio-opnames met de Kameroenese gitarist Jeannot Hens. Ze werd echter ontdekt door de Congolese zanger Lokua Kanza, toen ze optrad in de clubs van Yaoundé. Na een verhuizing naar Frankrijk, heeft ze gewerkt met Papa Wemba, en in het achtergrondkoor gezongen voor artiesten als Manu Dibango, Rokia Traoré en Axelle Red. Dipanda treedt meest op in Europese concertzalen, maar heeft ook in het Palais des Sports in Yaoundé op de planken gestaan. Haar eerste album Mispa werd in 2008 uitgebracht.

## Discografie
Albums
- 2002 Ndando, Jeannot Hens ft. Charlotte Dipanda
- 2008 Mispa

1. Bivel - 2. To Be Nde Na - 3. Mbasan - 4. Ndutu Ndema - 5. Longue - 6. Ala Wone - 7. Elle - 8. Eyaya - 9. Mispa - 10. Ndando - 11. Mbebi - 12. Encore une fois